# Marizol Landázuri
Narcisa Marizol Landázuri Benítez (Esmeraldas, 13 giugno 1991) è una velocista ecuadoriana.

## Biografia
Landázuri si avvicina allo sport in gioventù ma solo nel 2013 debutta nelle prime competizioni nelle gare di velocità, partecipando con successo ai Giochi ecuadoriani e, con la staffetta, ai Giochi bolivariani del medesimo anno. Nel corso della sua carriera, che è progredita principalmente in Sud America, Landázuri ha preso parte ai Mondiali di Pechino 2015 e Londra 2017, ma soprattutto ha gareggiato ai Giochi olimpici di Rio de Janeiro 2016, arrivando in semifinale. Nel 2018 ha vinto la medaglia d'oro ai Giochi sudamericani in Bolivia.

## Palmarès
| Anno | Manifestazione             | Sede           | Evento      | Risultato  | Prestazione | Note             |
| ---- | -------------------------- | -------------- | ----------- | ---------- | ----------- | ---------------- |
| 2013 | Giochi bolivariani         | Trujillo       | 4×100 m     | Bronzo     | 44"29       |                  |
| 2014 | Campionati ibero-americani | San Paolo      | 100 m piani | 5ª         | 11"61       |                  |
| 2014 | Campionati ibero-americani | San Paolo      | 200 m piani | Argento    | 23"60       |                  |
| 2015 | World Relays               | Nassau         | 4×100 m     | 1ª         | 44"14       | B                |
| 2015 | Campionati sudamericani    | Lima           | 100 m piani | 7ª         | 11"96       |                  |
| 2015 | Campionati sudamericani    | Lima           | 4×100 m     | 4ª         | 45"33       |                  |
| 2015 | Giochi panamericani        | Toronto        | 100 m piani | Semifinale | 11"34       |                  |
| 2015 | Giochi panamericani        | Toronto        | 200 m piani | Batteria   | 23"74       |                  |
| 2015 | Giochi panamericani        | Toronto        | 4×100 m     | Batteria   | 44"64       |                  |
| 2015 | Mondiali                   | Pechino        | 100 m piani | Batteria   | 11"48       |                  |
| 2016 | Campionati ibero-americani | Rio de Janeiro | 100 m piani | Bronzo     | 11"35       |                  |
| 2016 | Campionati ibero-americani | Rio de Janeiro | 200 m piani | 6ª         | 23"61       |                  |
| 2016 | Giochi olimpici            | Rio de Janeiro | 100 m piani | Semifinale | 11"27       |                  |
| 2017 | World Relays               | Nassau         | 4×100 m     | 1ª         | 44"26       | B                |
| 2017 | Campionati sudamericani    | Asunción       | 100 m piani | 4ª         | 11"30       |                  |
| 2017 | Campionati sudamericani    | Asunción       | 200 m piani | 7ª         | 23"93       |                  |
| 2017 | Campionati sudamericani    | Asunción       | 4×100 m     | Bronzo     | 44"53       |                  |
| 2017 | Mondiali                   | Londra         | 100 m piani | Batteria   | 11"59       |                  |
| 2017 | Mondiali                   | Londra         | 4×100 m     | Batteria   | 43"94       |                  |
| 2017 | Giochi bolivariani         | Santa Marta    | 100 m piani | Oro        | 11"30       |                  |
| 2017 | Giochi bolivariani         | Santa Marta    | 4×100 m     | Oro        | 45"15       |                  |
| 2018 | Giochi sudamericani        | Cochabamba     | 100 m piani | Oro        | 11"12       |                  |
| 2018 | Giochi sudamericani        | Cochabamba     | 200 m piani | 5ª         | 23"65       |                  |
| 2018 | Campionati ibero-americani | Trujillo       | 100 m piani | 5ª         | 11"71       |                  |
| 2019 | World Relays               | Yokohama       | 4×100 m     | Batteria   | 44"74       |                  |
| 2019 | World Relays               | Yokohama       | 4×200 m     | 6ª         | 1'35"91     |                  |
| 2021 | World Relays               | Chorzów        | 4×100 m     | 5ª         | 44"43       |                  |
| 2021 | World Relays               | Chorzów        | 4×200 m     | Bronzo     | 1'36"86     |                  |
| 2021 | Campionati sudamericani    | Guayaquil      | 100 m piani | Argento    | 11"39       |                  |
| 2021 | Campionati sudamericani    | Guayaquil      | 200 m piani | Argento    | 23"35       |                  |
| 2021 | Campionati sudamericani    | Guayaquil      | 4×100 m     | Bronzo     | 45"66       |                  |
| 2021 | Campionati sudamericani    | Guayaquil      | 4×400 m     | 4ª         | 3'44"47     |                  |
| 2021 | Giochi olimpici            | Tokyo          | 4×100 m     | Batteria   | 43"69       | Record nazionale |